# كرمستان (غوهران)
کرمستان (بالفارسية: کرمستان) هي قرية تقع في مقاطعة بشاكرد التابعة لمحافظة هرمزغان في إيران. يصل عدد سكانها إلى 187 نسمة بحسب إحصاء 2016.